# EBJ Herlitz
Die EBJ Herlitz, der Typ Herlitz der Junktionalen Epidermolysis bullosa (JEB-H) ist eine seltene angeborene schwere Verlaufsform der Junktionalen Epidermolysis bullosa mit Blasenbildung und ausgedehnten Veränderungen an der Haut und den Schleimhäuten mit Ausnahme der Speiseröhre.
Synonyme sind: Epidermolysis bullosa junctionalis, Typ Herlitz-Pearson; JEB-H, schwerere Verlaufsform; Epidermolysis bullosa atrophicans generalisata gravis; Epidermolysis bullosa letalis; JEB, generalisierte schwere; JEB-H; EBJ gravis Herlitz; Epidermolysis bullosa gravis; Epidermolysis bullosa hereditaria letalis; Herlitz-Syndrom; kongenitaler nichtsyphilitischer Pemphigus; Pemphigus kongenitaler nichtsyphilitischer
Die Bezeichnung bezieht sich auf die Erstautoren der Erstbeschreibung aus dem Jahre 1935 durch Gillis Herlitz (* 1944).

## Verbreitung
Die Häufigkeit wird mit 1 bis 9 zu 1.000.000 angegeben, die Vererbung erfolgt autosomal-rezessiv. Etwa 20 % der Patienten mit Junktionaler Epidermolysis bullosa haben den schwereren Typ Herlitz.
Die Erkrankung kann auch zusammen mit Pylorusatresie auftreten.

## Ursache
Der Erkrankung liegen Mutationen im LAMA3-Gen auf Chromosom 18 Genort q11.2, im LAMB3-Gen auf Chromosom 1 Genort q32.2 oder im LAMC2-Gen auf Chromosom 1 Genort q25.3 zugrunde, welche für Laminin-5 kodieren.
Das Fehlen dieses Laminin 5 in der Haut führt zu einer ausgeprägten Zerbrechlichkeit der Haut mit Spaltbildung entlang der Basalmembran.

## Klinische Erscheinungen
Klinische Kriterien sind:
- Manifestation schon bei Geburt oder spätestens im Kleinkindalter
- übermäßiges Granulationsgewebe der Haut um den Nagelfalz, maskenartig im Gesicht, an Schultern und Gesäß sowie in den oberen Luftwegen
- Auftreten muköser Membranen im gesamten Verdauungstrakt, Urogenitaltrakt und dem Atemtrakt mit Schluckstörung, Heiserkeit, Atemnot und Stridor
- Veränderungen der Nägel mit Paronychie oder Nageldystrophie
- Zahnschmelzhypoplasie
- am Auge Veränderungen wie Hornhautulcus, Hornhauterosion und Ektropium
- Gedeihstörung
- Anämie

## Diagnose
Typische Befunde sind:
- Spaltbildung innerhalb der Lamina lucida der kutanen Basalmembran
- Fehlen einer Anfärbung des Laminin-332 in der Immunfluoreszenz

Durch Nachweis der Mutation kann die Diagnose gesichert und bei Risikoschwangerschaften schon vorgeburtlich erfasst werden.

## Differentialdiagnose
Abzugrenzen sind andere Formen der Epidermolysis bullosa, insbesondere der Epidermolysis bullosa junctionalis sowie eine Impetigo.

## Therapie
Eine Behandlung ist bislang nur symptomatisch möglich. Bestimmte Formen einer Stammzelltherapie können hilfreich sein.

## Heilungsaussicht
Die Prognose ist ungünstig, die meisten Betroffenen sterben in den ersten Lebensjahren an Gedeihstörung, Atemversagen, Sepsis und Pneumonie. Selten können auch Plattenepithelkarzinome auftreten.

## Bei Tieren
Die Erkrankung kann auch bei Tieren auftreten.